# Kauza Hovory z Lán
Kauza Hovory z Lán vypukla v listopadu roku 2014 po vystoupení prezidenta republiky Miloše Zemana ve stejnojmenném rozhlasovém pořadu stanice Český rozhlas Radiožurnál. Zeman se zde v rozhovoru s jejím šéfredaktorem Janem Pokorným vysílaném v přímém přenosu nevybíravě vyjádřil o ruské hudební skupině Pussy Riot  a také vulgárně zkritizoval vládu Bohuslava Sobotky, jelikož nesouhlasil se schválenou podobou zákona o státní službě.

## Průběh kauzy
Kauza začala po odvysílání rozhlasového pořadu Hovory z Lán, 2. listopadu 2014. Prezident Miloš Zeman zde použil mimo jiné i několik neslušných a vulgárních výroků, zejména vůči členkám ruské punkové skupiny Pussy Riot. Zeman dlouhodobě nesouhlasí s tím, že by mělo jít o politické vězeňkyně.[zdroj⁠?!] Místo toho je označil za „pornografickou skupinku“:
- Miloš Zeman: ...A pokud jde o Pussy Riot, no, tak ano, další trpící političtí ruští vězni. Podle mého názoru je to pornografická skupinka, která je minimálně vinna trestným činem výtržnictví v pravoslavném chrámu, nehledě na tom, že jedna jejich členka se účastnila veřejné soulože v pokročilém stadiu těhotenství. Prostě normální výtržník, který notabene tak trochu souvisí s pornografií. Víte, co je to „pussy“ (vysloveno pasy) v angličtině?

- moderátor: Myslím, že se to vyslovuje „pusy“, ale vím, co myslíte.

- Miloš Zeman: Kunda. Takže s prominutím v textech této skupiny je kunda sem, kunda tam, opravdu dokonalý případ politického vězně jako vyšitej. Ano, jsem ochoten se zastat, až budu mít jednání v Rusku, všech skutečných politických vězňů v Rusku, v tom panu Gorbaněvskému velice rád vyhovím. Nebudu se zastávat ruských tunelářů, stejně jako se nezastávám českých tunelářů, a nebudu se zastávat, teď jsem chtěl říci kurev, ale já nejsem Schwarzenberg, který používá těchto výrazů, tedy poněkud deviantních dam, které dělají randál v pravoslavném chrámu a které se pak označují za politické vězeňkyně.

Dále zkritizoval vládu Bohuslava Sobotky ve věci služebního zákona (jehož podobu dlouhodobě kritizuje):
- moderátor: Jak hodnotíte po těchto volbách činnost vládní koalice jako takovou?

- Miloš Zeman:...Vláda podle mého názoru dosud ve svém konání učinila jednu základní chybu, že podlehla panu Kalouskovi a zkurvila služební zákon z původní podoby řekněme italského modelu, kde státní tajemník přetrvává, i když vláda se mění každý rok...

Na dotaz moderátora, proč použil v průběhu hovoru několik vulgarismů, odpověděl:
- Miloš Zeman: Jsem inspirován panem Schwarzenbergem, který v každé druhé větě říká hovno. A vzhledem k tomu, že pražská kavárna má ráda pana Schwarzenberga, tak jsem se chtěl vlísat do přízně pražské kavárny.

## Reakce veřejnosti
Mezi některými občany České republiky vyvolala kauza pohoršení  a prezident se stával terčem kritiky některých vrcholných politiků. Zeman se za své vulgární výroky odmítl omluvit a jeho tiskový mluvčí Ovčáček prohlásil, že jimi otevřel diskusi na klíčové téma. Tyto Zemanovy výroky vedly ke zrušení pořadu Českým rozhlasem, poté co prezident odmítl možné budoucí rozhovory předtáčet.  O jeho výrocích se psalo i v zahraničí.